# Margaret Clay Ferguson
Margaret Clay Ferguson va ser una botànica nord-americana més coneguda per avançar en l'educació científica en el camp de la botànica. També va contribuir a les històries de vida dels pins nord-americans.
Va néixer a Orleans, Nova York el 1863 i va assistir al Seminari Genesee Wesleyan de Lima, Nova York. Ferguson va assistir al Wellesley College, on es va graduar en botànica i química el 1891, rebent el seu doctorat en botànica a la Universitat de Cornell el 1901.
Va ser la primera dona presidenta de la Botanical Society of America el 1929.

## Carrera
Es va convertir en professora de botànica i cap de departament al Wellesley College el 1930. Va recollir exemplars de botànica amb la seva neboda Alice Maria Ottley.
Ferguson va treballar en una varietat de grups com Fongs, Pins i Petúnies. El seu estudi sobre aquest últim va revelar com el color i el patró de la flor de les plantes no segueixen les lleis mendelianes de l'herència. Ferguson va encoratjar moltes dones botàniques durant el seu temps al Wellesley College, on el treball de laboratori va ser un dels seus principals ambits d'ensenyament.
El 1931 Susan Minns va donar finançament al Wellesley College per donar suport a Ferguson en la seva investigació. El 1932, Ferguson es va retirar del Wellesley College, tot i que va continuar investigant fins al 1938. Va rebre un doctorat honoris causa de Mount Holyoke.
En els seus últims anys, va passar un temps a Florida abans de traslladar-se a San Diego, on va morir d'un atac de cor el 1951.
Els hivernacles dels jardins botànics de Wellesley College reben el seu nom en honor seu.

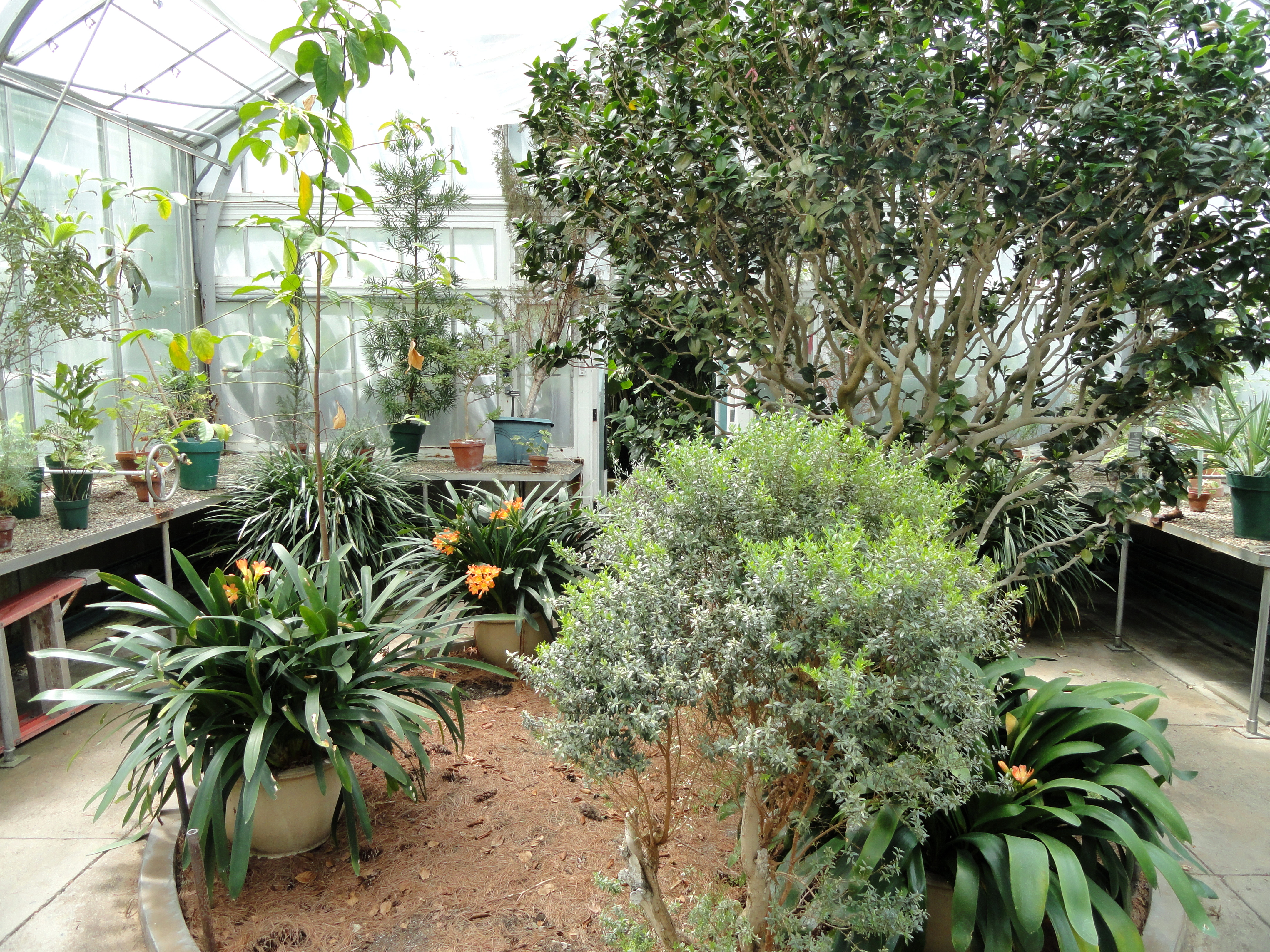
Casa d'exhibició estacional als hivernacles Margaret C. Ferguson del Wellesley College.